# Karl Demetz
Karl Demetz (* 17. Juni 1909 in Trossingen; † 28. März 1986 in Apfelstetten) war ein deutscher Landschafts- und Tiermaler aus Schwaben.

## Werdegang
Karl Demetz wurde gleich nach seiner Schulzeit nach Stuttgart geschickt, wo er ab April 1923 – so die Unterlagen des Stadtarchivs – beim renommierten Dekorationsmaler Kämmerer in die Lehre ging. Schultheiß Haller setzte sich persönlich für das junge Talent ein. Durch Bildung eines Vereins zur Förderung der Begabten konnte die Aus- und Weiterbildung in Württembergs Metropole finanziert werden.
Von 1924 bis 1929 verbrachte er die Lehrjahre bei Richard Herdtle (1866–1943), der in Stuttgart als anerkannter Tier- und Landschaftsmaler tätig war. 1930 bis 1933 besuchte Demetz in Stuttgart die Akademie der bildenden Künste. Seine Lehrer waren die Professoren Arnold Waldschmidt (1873–1958) und Hans Spiegel (1893–1966). Danach war Demetz in Stuttgart als Graphiker und freier Künstler tätig.
Von 1940 bis 1945 war er Soldat, danach bis 1949 in jugoslawischer Gefangenschaft. Auch in dieser Zeit konnte er, soweit es die Umstände erlaubten, sein künstlerisches Talent entfalten. Selbst in Russland, wo er die überwiegende Zeit seiner Soldatenzeit verbrachte, widmete er sich der Malerei. Seine Bilder aus dieser Zeit waren von der Not und von den menschlichen Schicksalen geprägt, er malte und zeichnete Menschen in Not und Landschaften, die ihn beeindruckten. Bilder der winterlichen russischen Landschaft entstanden, von friedfertigen Dörfern mit Holzhäusern und der vieltürmigen Kirche im Mittelpunkt, von Soldaten mit Pferden, russischen Mädchen und Kindern. Und immer wieder tauchen Pferdewagen und Pferdeschlitten auf – so das Bild Russischer Winter, auf dem drei Einspänner die winterliche Landschaft durchqueren.
Ein eindrucksvolles Werk aus jener Zeit ist das Bild Troika mit den drei auf den Betrachter zustürmenden Pferden. Hier hat der Tiermaler Karl Demetz gezeigt, welche Ausdrucksmöglichkeiten ihm zur Verfügung stehen.
Vier Jahre nach Kriegsende (1949) kehrte er aus der Gefangenschaft in seine Heimat zurück.
Als freischaffender Maler, zunächst in Trossingen, dann in Nürtingen und Stuttgart, widmete sich Demetz künstlerisch nun fast ausschließlich der Landschaft und den Tieren. In Apfelstetten bei Münsingen baute er sich ein Atelier, das ihm einen freien Blick auf die Schwäbische Alb bot. Karl Demetz starb am 28. März 1986 in Apfelstetten.

## Museum Trossingen
Karl Demetzs Werke fanden bei Kunsthändlern und Kunstfreunden noch zu seinen Lebzeiten Wertschätzung. Sein Gesamtwerk umfasst ein breites Spektrum an Motiven und Ausdrucksformen. Im Museum Auberlehaus in Trossingen wird eine umfassende Sammlung seiner Werke verwahrt. Diese ist jedoch zumeist nicht zugänglich und wird lediglich im Rahmen von Sonderausstellungen gezeigt. Seine Werke werden auch heute noch – vor allem im schwäbischen Raum – hoch gehandelt.

## Stil
Karl Demetz ist vor allem als Landschafts- und Tiermaler bekannt, doch umfasst sein Werk ein weit größeres Spektrum. Stilistisch sind seine Bilder „einem späten Impressionismus und Naturalismus zuzuordnen“, zuweilen zeigte Demetz aber auch einen „expressiv-pastosen Pinselduktus“. Er ließ sich von der Landschaft der Schwäbischen Alb inspirieren, hier war der Lebensraum der Tiere, die er mit Vorliebe malte: Schafe, Kühe und Pferde. Kühe und Pferde waren damals als Zugtiere dem bäuerlichen Menschen noch im täglichen Umgang verbunden. In den Bildern von Karl Demetz ist das ländliche Leben, die Harmonie von Mensch, Kreatur und Natur künstlerisch eingefangen. 

## Referenzen
1. ↑  Museum Auberlehaus - Trossinger Heimatmuseum Archivierte Kopie (Memento des Originals vom 1. Februar 2014 im Internet Archive)  Info: Der Archivlink wurde automatisch eingesetzt und noch nicht geprüft. Bitte prüfe Original- und Archivlink gemäß Anleitung und entferne dann diesen Hinweis.
2. ↑  Gerhard und Ferdinand Messner im Bildband Auf den Spuren der Kunst

| Personendaten    | Personendaten                        |
| ---------------- | ------------------------------------ |
| NAME             | Demetz, Karl                         |
| KURZBESCHREIBUNG | deutscher Landschafts- und Tiermaler |
| GEBURTSDATUM     | 17. Juni 1909                        |
| GEBURTSORT       | Trossingen                           |
| STERBEDATUM      | 28. März 1986                        |
| STERBEORT        | Münsingen                            |